# William Baker (modista)
William Baker (1973, Mánchester, Inglaterra) es un diseñador de modas, estilista, autor y director de teatro, conocido por su trabajo con la cantante Kylie Minogue.
Baker asistió a la Manchester Grammar School, donde fue instruido por el actual jefe de Estudios Religiosos Dennis Brown, y fue la inspiración para la canción "Pink" de la banda indie de Mánchester The Man From Delmonte. Baker estaba estudiando Teología en el King's College de Londres y trabajaba como asistente de ventas para Vivienne Westwood en Londres cuando conoció a la cantante Kylie Minogue y su fotógrafa Katerina Jebb.

## Trabajo con Kylie Minogue
Poco después de conocer a Minogue se convirtió en su estilista y director creativo. Ocupó este cargo durante 11 años, hasta que dimitió en abril de 2005. Trabajó con el diseñador Alan Macdonald en la gira Kylie Fever de 2001, y en 2003 lanzó la gama de lencería de Minogue. Baker también es coautor del libro La la la con ella y ha trabajado como productor y director en el documental White Diamond de Minogue. Su colaboración más reciente con Minogue ha sido como director creativo la gira KYLIEX2008.

## Otros trabajos
En 2007 hizo su debut como director de teatro con un reanimación del Oeste de Rent llamándolo Rent Remixed, que recibió críticas regulares.
También ha trabajado con los actos musicales de Garbage, Tricky, Björk, Tori Amos, Reef y Jamiroquai en portadas de álbumes y sencillos, y videos musicales.
Él colaboró con Jay Kay de Jamiroquai en el vestuario y la escenografía, tanto para la portada del álbum A Funk Odyssey y la gira.
Baker recientemente ha trabajado como estilista de Britney Spears la gira 2009 The Circus Starring Britney Spears